# Gianugo Polesello
Gianugo Polesello (Castions di Strada, 11 gennaio 1930 – Udine, 16 settembre 2007) è stato un architetto, urbanista e politico italiano.

## Biografia
Si laureò in architettura a Venezia nel 1956. Sin dalla fine degli anni '50 svolse opera di progettazione e partecipò a concorsi nazionali ed internazionali.
Assistente di Ignazio Gardella e di Giuseppe Samonà dal 1956 al 1964, fu professore incaricato di Applicazioni di Geometria Descrittiva dal 1964 al 1971 e di Composizione Architettonica II dal 1971 presso lo IUAV di Venezia. Dal 1977 fu professore ordinario di Composizione Architettonica V e dal 1986 di Progettazione Architettonica II. Polesello diresse l'istituto di Composizione Architettonica dello IUAV (poi denominato dipartimento di Teoria e Tecnica della Progettazione Architettonica) dal 1974 al 1979, e il dipartimento di Progettazione Urbana dal 1979 al 1982. Dal 1984 fu Accademico di San Luca.
Ricoprì l'incarico di deputato al Parlamento italiano nella IX Legislatura, durante la quale fu membro della IX Commissione (Lavori Pubblici).
Polesello fu inoltre visiting professor presso la facoltà di Architettura del Politecnico di Cracovia (Polonia) e la Scuola di Architettura – USC di Los Angeles nel 1983, e tenne conferenze e seminari in Spagna (presso i collegi degli Architetti di Siviglia, Barcellona, Palma di Maiorca e il Politecnico di Las Palmas), e nella Repubblica Democratica Tedesca (presso la Deutsche Bauakademie di Berlino e la facoltà di Architettura di Weimar).
Dal 1992 al 2000 fu coordinatore del Dottorato in Composizione Architettonica dello IUAV.
Morì a Udine il 18 settembre 2007.
I progetti e gli scritti di Gianugo Polesello, apparsi in riviste italiane e straniere, sono stati raccolti nei due volumi a lui dedicati: 
- Gianugo Polesello – Progetti di architettura (Roma, 1983)
- Gianugo Polesello – Architetture 1960-1992 (Milano, 1992).

## Geometria e progetti
I progetti di Polesello  dimostrano, in modo emblematico, che non esiste costruzione della forma architettonica che non faccia riferimento a una specifica geometria progettuale.
Si usa il termine geometria progettuale per distinguerla da una qualsiasi geometria, e in modo specifico dalla geometria della rappresentazione del progetto architettonico. La geometria del progetto non esiste al di fuori di esso, è connaturata al progetto stesso, alla sua essenza architettonica. 
Si esprime attraverso la configurazione dell'impianto di base e delle sue regole di partizione, attraverso la messa a punto degli elementi costitutivi il progetto (elementi architettonici formalmente definiti e geometricamente costruibili), attraverso la costruzione di sistemi di rapporti di corrispondenza e di dipendenza tra questi elementi ( e quindi attraverso l'applicazione del modulo, dei tracciati, di geometrie di controllo, ecc.).
Le regole di costruzione della forma architettonica passano attraverso la geometria del progetto. La pianta è lo strumento di controllo di questa geometria.
Questa procedura compositiva consente configurazioni architettoniche complesse, a partire dall'utilizzazione di elementi semplici.
È poi ancora la geometria, attraverso la tecnica del montaggio, a controllare la combinazione di questi elementi compositivi rispetto all'unità del progetto.
La tecnica del montaggio, come operazione progettuale attraverso cui elementi architettonici dati diventano parti costitutive la macchina del progetto, si basa essenzialmente su scelte di natura geometrica. Anche se a definire questa geometria possono contribuire motivazioni legate al sito, alla sua forma e alla sua storia.

## Opere
- 1958 
  - Concorso nazionale per il piano regolatore di Augusta, terzo premio
- 1959 
  - Concorso nazionale per il Cep alle Barene di S.Giuliano, Venezia
- 1960 
  - Progetto per la periferia nord di Milano per la XII Triennale di Milano
- 1961 
  - Ambulatori comunali a Castions di Strada (Udine)
  - Progetto di concorso interprovinciale per un complesso a mare a Lignano (Udine), primo premio, progetto esecutivo 1963.
  - Progetto di concorso interprovinciale per la nuova sede della Banca cattolica del Veneto a Udine, terzo premio
- 1962 
  - Progetto di concorso internazionale per il grattacielo Peugeot a Buenos Aires
  - Progetto di concorso nazionale per il monumento alla Resistenza di Cuneo
  - Progetto di concorso nazionale per centro direzionale di Torino
  - Piano di attrezzature turistico-sportive a Fagagna (Udine)
  - Progetto per il Country Club a Fagagna (Udine)
- 1963 
  - Progetto di concorso nazionale per il padiglione d'ingresso all'Ospedale Civile di Udine, Villa a Tarcento (Udine)
- 1964 
  - Progetto di concorso internazionale per il piano urbanistico palnivolumetrico per la Nuova   Sacca del Tronchetto, Venezia, secondo premio
  - Progetto per un albergo a Lignano Sabbiadoro (Udine)
  - Progetto per una villa a Lignano Pineta (Udine)
  - Progetto per un complesso parrocchiale nell'area milanese, progetto sistema Feal
  - Piano particolareggiato di esecuzione del piano regolatore generale di Longarone a Castellavazzo (Belluno)
  - Piano Urbanistico comprensoriale del Vajont
- 1965 
  - Progetto per una casa ad appartamenti, S. Vito (Udine)
  - Progetto per una casa ad appartamenti, Casarsa (Udine)
- 1966 
  - Piano particolareggiato del nuovo insediamento abitativo di Erto Casso, comune di Maniago (Pordenone)
  - Progetto di concorso nazionale per i nuovi uffici della Camera dei deputati a Roma
  - Progetto per un complesso di case per vacanze a Caorle (Caorle)
- 1967 
  - Piano territoriale di coordinamento della regione Veneto, ministero dei Lavori pubblici (terza e quarta fase)
- 1968 
  - Progetto di concorso nazionale per il museo della Resistenza nella risiera di S.Sabba a Trieste, primo e secondo grado
  - Progetto di concorso regionale per il Piano di  edilizia economica popolare Udine ovest, primo premio
  - Progetto di concorso regionale per il Piano di  edilizia economica popolare Udine est, rimborso spese
  - Autofficina Lancia, Udine
  - Piano turistico della Carnia centrale e piano operativo per il centro turistico invernale dello Zoncolan (Udine).
- 1969 
  - Concorso nazionale di idee per il piano particolareggiato del centro storico di Trieste, progetto segnalato
  - Area geografica di Venezia e sue prospettive urbanistiche
- 1970 
  - Progetto di concorso internazionale per il teatro dell'opera di Belgrado
  - Piano regolatore generale di Ravascletto (Udine)
  - Progetto per il Peep Udine est
  - Progetto per il Peep Udine ovest (nord e sud)
  - Progetto per lo stadio comunale polisportivo a Udine, secondo premio
- 1972 
  - Piano particolareggiato per il centro storico di Pesaro (1972-1975)
  - Villa a Rive d'Arcano (Udine), progetto architettonico
  - Funivia Ravascletto- Monte Zoncolan(Udine), progetto architettonico; progetto esecutivo 1972-1975.
- 1973 
  - Piano Zoncolan, progetti architettonici per un rifugio a quota 1720m  e per un rifugio a quota 1311m.
  - Progetto di concorso internazionale per la nuova Università degli studi della Calabria a Cosenza
  - Progetto per un centro civico culturale a Paluzza
  - Peep a S.Vito al Tagliamento
  - Progetto Venezia Città-Porto, presentato alla XV Triennale di Milano
  - Progetto di concorso urbanistico per l'area udinese
- 1974 
  - Piano Zoncolan, progetto esecutivo per un rifugio a quota 1311m
- 1975 
  - Piano regolatore generale di Cervignano (Udine)
  - Mercato a Bibione-S. Michele al Tagliamento (Venezia),1975-1981
  - Piano particolareggiato Arenile, S.Michele al Tagliamento(Venezia)
- 1977 
  - Piano regolatore generale di Maniaco (Pordenone)
  - Progetto di concorso nazionale per la sistemazione planivolumetrica di un'area direzionale situata nel territorio fiorentino all'interno dell'area centrale metropolitana, progetto segnalato
- 1978 
  - Progetto di concorso nazionale per la nuova sede degli uffici giudiziari a Udine
  - Piano particolareggiato per l'area centrale di Bibione-S.Michele al Tagliamento (Venezia)
- 1979 
  - Piano di sviluppo della comunità pedemontana del Livenza
  - Progetto “Area 7” del piano per il centro storico di Pesaro
  - Progetto per l'area di S. Giobbe a Cannaregio ovest, Venezia, per il seminario internazionale Iuav
  - Piano regolatore generale di Porcia (Pordenone)
  - Piano regolatore generale di Cordenons (Pordenone)
  - Piano particolareggiato per l'Arenile di Bibione-S.Michele al Tagliamento (Venezia)
- 1980 
  - Progetto di concorso nazionale per l'area Lanerossi a Schio (Vicenza), progetto segnalato
  - Piano particolareggiato per il centro storico di Maniago (Pordenone)
- 1981 
  - Progetto per attrezzature turistico-nautiche a Bibione (Venezia)
  - Progetto di concorso regionale per la valorizzazione di Piazza 1º Maggio a      Udine, secondo premio
  - Progetto per un'area direzionale a Pesaro (area Montedison)
  - Progetto di lottizzazione convenzionata per il Cavallino, Venezia
- 1982 
  - Progetto di concorso regionale per l'area centrale di Trigesimo
  - Progetto architettonico-urbanistico per l'area Efa a Lignano Sabbiadoro, Udine
  - Progetto di concorso nazionale per la nuova Università di Udine, facoltà di Agraria, Ingegneria e Scienze
- 1983 
  - Progetto per la piazza S. Cristoforo a Udine
  - Progetto per un mercato in via Dluga a Cracovia
  - Progetto di concorso a inviti per l'area di piazza Antonimi a Udine, primo premio
  - Progetto di concorso internazionale per la ristrutturazione del nodo ferroviario bolognese e per la costruzione della nuova stazione Centrale di Bologna, primo premio
  - Progetto di concorso nazionale per un sistema di attrezzature sportive, nell'ambito del restauro della zona Standiana entro il parco sud di Ravenna, primo premio
  - Progetto per un terminal lagunare a S. Giuliano, Venezia
  - Progetto per l'area mestrina Cledca-Altobello
  - Edificio Iacp nell'area 167 a Udine (1983-1987)
- 1984
  - Progetto per l'area Termini-piazza dei Cinquecento-Esquilino a Roma
  - Progetto per l'area centrale di Spinea (Venezia)
  - Facciata degli uffici giudiziari di Tolmezzo
- 1985 
  - Progetto di concorso nazionale per il teatro Amintore Galli e piazza Malatesta a Rimini, secondo premio
  - Concorso nazionale per la progettazione e l'inserimento urbanistico della nuova sede Cis a Cagliari
  - Progetto per un terminal auto-ferroviario-marittimo a Venezia ovest
  - Progetto di concorso per il ponte dell'Accademia a Venezia, in occasione della Biennale di Venezia
  - Progetto di concorso per il mercato di Rialto a Venezia, in occasione della Biennale di Venezia
- 1986 
  - Progetto per Venezia ovest, seminario di progettazione Iuav
  - Progetto per la città universitaria di Roma, seminario internazionale di progettazione
  - Progetto di concorso a inviti per l'area centrale di Tarcento (Udine), primo premio
  - Studio per la sistemazione dell'area archeologica di Concordia Sagittaria, Venezia
- 1987 
  - Progetto per un concorso internazionale di idee per il recupero ed ipotesi funzionali dell'ex complesso carcerario delle Murate a Firenze.
  - Piano particolareggiato per il parco sud, area Standiana a Ravenna
  - Campus universitario a Las Palmas (1987-91)
- 1988 
  - Studio di pianificazione territoriale per l'interporto di Cervignano del Friuli (Udine)
  - Progetto di concorso a inviti per il padiglione Italia alla Biennale di Venezia
  - Progetto di concorso nazionale per il sistema urbano a Milano: piazza Duca d'Aosta, via Vittor Pisani, piazza della Repubblica
- 1989 
  - Variante generale al piano regolatore generale di Cervignano del Friuli (Udine)
  - Piano della viabilità per la provincia di Udine
  - Progetto per l'isola dei Granai a Danzica, seminario internazionale dell'ordine degli architetti della Polonia
  - Progetto di concorso internazionale per i nuovi ingressi sud dell'Alhambra a Granata
  - Parco attrezzato e attrezzature pubbliche nel Peep ovest-nord a Udine
  - Progetto di concorso per la nuova biblioteca di Alessandria (Egitto)
- 1990 
  - Riconfigurazione di piazza Municipio e nuova stazione marittima a Napoli, seminario Iuav
  - Progetto per gli uffici giudiziari di Tarcento (Udine)
- 1991 
  - Progetto di concorso nazionale per l'area Garibaldi-Repubblica a Milano
  - Progetto di casa unifamiliare per il villaggio dei bambini J. Korczac a Rajsko, Oswiecim
  - Piano particolareggiato per l'Arenile di Bibione-S.Michele al Tagliamento (Venezia), secondo progetto
  - Progetto di concorso internazionale “Il mosaico come linguaggio di architettura”, progetto menzionato
- 1992 
  - Progetto di concorso internazionale per la ristrutturazione del centro di Varsavia